# 日本美術著作権機構
日本美術著作権機構（にほんびじゅつちょさくけんきこう、Japan Art, Photograph and Graphic Art Copyright Organization）は、美術・写真・グラフィック・アート3分野に関する著作権管理体制を整備するための団体。略称＝APG‐Japan。著作権協会国際連合（CISAC）に1999年加盟。
ただし、17の団体に所属する海外作家の著作権は、主要な外国美術著作権管理団体、日本美術著作権協会(JASPAR)が管理している。

## 沿革
1995年5月29日、美術・写真・グラフィックアート3分野の視覚芸術に関する著作権管理体制を整備するという趣旨で、日本美術家連盟、全日本写真著作者同盟、日本グラフィックデザイナー協会によって設立。
その後、日本美術家連盟、全日本写真著作者同盟が発展して設立された有限責任中間法人日本写真著作権協会、日本美術著作権連合（美著連、日本美術家連盟、日本グラフィックデザイナー協会が加盟）の3団体により運営されている。

## APGデータベース
会員の著作権情報を一般に提供し、会員の作品を一般のインターネット利用者にも閲覧してもらうことを目的として、（1）著作権者検索機能（2）作品検索機能（3）著作権者情報・作品登録機能を備えた「APGデータベース 」を構築・運営している。
著作権者検索機能、作品検索機能では、一般の利用者がアクセスして、著作権者情報や作品画像を閲覧可能となっている。
著作権者情報・作品登録機能は著作権者限定の機能で、著作権者IDとパスワードを入力してログインする。IDを持つ著作権者は、著作権情報やプロフィール、作品画像を登録・改訂することができる。

## 機構の構成
日本美術著作権機構
- 日本美術著作権連合
  - 日本美術家連盟
  - 日本グラフィックデザイナー協会
  - 日本児童出版美術家連盟
  - 日本図書設計家協会
  - 日本理科美術協会
  - 日本出版美術家連盟
  - 東京イラストレーターズソサエティ
- 日本美術家連盟
- 日本写真著作権協会
  - 日本写真家協会
  - 日本広告写真家協会
  - 日本写真文化協会
  - 日本婚礼写真協会
  - 日本肖像写真家協会
  - 日本写真作家協会
  - 全日本写真連盟
  - 日本スポーツプレス協会
  - 日本自然科学写真協会
  - 日本風景写真協会

## 注
1. ↑  美術著作権協会について
2. ↑  日本美術著作権機構（APG-Japan）とは
3. ↑  前掲・APG-Japanとは
4. ↑  APGデータベース日本美術家連盟サイト内
5. ↑  前掲・APGデータベース